# Obidoxime
Obidoxime là một thành viên của họ oxime được sử dụng để điều trị ngộ độc khí gas. Oximes là thuốc được biết đến với khả năng đảo ngược sự gắn kết của các hợp chất phospho hữu cơ với enzyme acetylcholinesterase (AChE).
AChE là một loại enzyme loại bỏ acetylcholine khỏi khớp thần kinh sau khi nó tạo ra sự kích thích cần thiết trên tế bào thần kinh tiếp theo. Nếu nó bị ức chế, acetylcholine không được loại bỏ sau khi kích thích và nhiều kích thích được thực hiện, dẫn đến co thắt cơ và tê liệt.
Organophosphate (như khí gas thần kinh) là chất ức chế nổi tiếng của AChE. Chúng liên kết với một vị trí cụ thể trên enzyme và ngăn không cho nó hoạt động bình thường bằng cách thay đổi nhóm OH trên dư lượng serine và bằng cách proton hóa (nitơ bậc bốn, R 4 N +) nguyên tử nitơ gần đó nằm trong dư lượng histidine.

## Chức năng
Các oxit như obidoxime, pralidoxime và asoxime (HI-6) được sử dụng để khôi phục chức năng enzyme. Chúng có ái lực lớn hơn với dư lượng phosphat hữu cơ so với enzyme và chúng loại bỏ nhóm phosphat, khôi phục OH thành serine và biến nitơ từ histidine trở lại dạng R 3 N (nitơ bậc ba). Điều này dẫn đến sự phục hồi enzyme đầy đủ và hợp chất phosphate-oxime được loại bỏ khỏi sinh vật qua nước tiểu. Obidoxime mạnh hơn pralidoxime  và diacetyl-monoxime.

## Tác dụng phụ
Oximes như thế này có tác dụng phụ và chúng bao gồm tổn thương gan, tổn thương thận, buồn nôn, nôn, nhưng chúng là thuốc giải độc rất hiệu quả để ngộ độc khí gas. Thông thường điều trị ngộ độc bao gồm sử dụng atropine, có thể làm chậm hoạt động của chất độc, cho thêm thời gian để áp dụng oxime.